# 尾崎隆晴
尾崎隆晴（日语：／ Ozaki Takaharu）是日本的動畫師、動畫攝影指導、動畫導演。

## 經歷
尾崎隆晴出生於北海道的函館市，在出生後不久全家搬到北見市生活。小時的尾崎隆晴喜愛繪畫，以及把玩用粘土或塑料製作的模型。往後他在觀賞由義大利電影導演達利歐·阿基多拍攝的恐怖片時，作品裡呈現的攝影技巧也對他產生許多影響。。
青年時期從札幌大學畢業後，尾崎隆晴曾在汽車公司、保險代理公司等業界就職。之後在1998年的東京國際奇幻電影展活動裡，尾崎隆晴在海報比賽中獲得獎項後，開始在當時還位於北海道的SATELIGHT動畫室兼職，學習3D電腦圖形技法。
之後在動畫師前田庸生的邀請下，尾崎隆晴前往東京從事動畫界的職務，該時期有在MADHOUSE、A-1 Pictures等動畫室工作，並擔任電視動畫的攝影指導居多。後續尾崎隆晴製作了一部在2007年Anime Expo、及2008年日本博覽會等活動上展出的短篇3D動畫《NECRO DRAGON》，這是他初次接觸動畫導演方面事務的經歷。
2017年尾崎隆晴首次擔任電視動畫導演，作品是由WHITE FOX製作公司推出的《少女終末旅行》。此後尾崎隆晴開始接手數部電視或網路動畫的導演事務，如2018年的《哥布林殺手》、2022年的《BASTARD!! －暗黑破壞神－》等作品。

## 參與作品

### 電視動畫
- 十兵衛2 -西伯利亞柳生的逆襲-（2004年）：攝影指導
- 空·之·音（2010年）：攝影指導
- 世紀末超自然學院（2010年）：攝影指導
- 戰姬絕唱SYMPHOGEAR（2012年）：攝影指導
- 天才黃金腦～神之謎（2013年）：第3季的第2、6、10、17集執導與分鏡
- Terra Formars ~火星任務~（2014年）：副導演、美術設計
- 雙槍激鬥（2015年）：第11集執導與分鏡
- 對魔導學園35試驗小隊（2015年）：第10集執導與分鏡
- 我被綁架到貴族女校當「庶民樣本」（2015年）：第11集分鏡
- 神裝少女小纏（2016年）：第10集執導與分鏡
- 灰與幻想的格林姆迦爾 （2016年）：第5集執導與分鏡
- 逆轉裁判 ～對這個「真相」，有異議！～2016年）：第8、22集執導與分鏡
- 少女終末旅行（2017年）：導演
- 從零開始的魔法書（2017年）：第6集分鏡
- 命運石之門0（2018年）：第17集分鏡
- 哥布林殺手（2018年）：導演
- 女神異聞錄5 the Animation（2018年）：導演
- 凱洛與塔斯黛（2019年）：分鏡
- 無限之住人（2019年）：分鏡
- WAVE!!～來衝浪吧!!～（2021年）：導演
- 桃子男孩渡海而來（2021年）：第9集分鏡

### 劇場動畫
- 歡迎來到宇宙劇場（2010年）：攝影指導
- 哥布林殺手 Goblin's Crown（2020年）：導演

### OVA動畫
- 戰場女武神3 為誰而負的槍傷（2011年）：攝影指導
- Terra Formars ~火星任務~（2014年）：副導演、道具與美術設計

### 網路動畫
- BASTARD!! －暗黑破壞神－（2022年）：導演